# Geraldine Barniville
Geraldine Barniville (* 7. November 1942 als Geraldine Houlihan) ist eine ehemalige irische Squash- und Tennisspielerin.

## Karriere
Geraldine Barniville war zunächst im Tennis aktiv und stand fünfmal in Hauptfeldern bei Grand-Slam-Turnieren. 1961 und 1964 schied sie jeweils in der ersten Runde des Einzels in Wimbledon aus und stand jeweils in den zweiten Runden im Mixed in Wimbledon und im Doppel bei den U.S. National Championships. Im Doppel gelang ihr außerdem in Wimbledon 1972 der Einzug in Runde zwei. Zwischen 1964 und 1977 bestritt Barniville insgesamt zehn Begegnungen für die irische Fed-Cup-Mannschaft. Dabei gewann sie zwei ihrer zehn Einzelpartien, während sie von ihren acht Doppelpartien nur eine gewann.
Von Mitte der 1970er- bis Mitte der 1980er-Jahre war Barniville außerdem im Squash auf der WSA World Tour aktiv. Mit der irischen Nationalmannschaft nahm sie 1979, 1981 und 1983 an der Weltmeisterschaft teil, zudem stand sie mehrfach im Kader bei Europameisterschaften. Von 1978 bis 1983 belegte sie sechs Jahre in Folge mit der Mannschaft bei den Europameisterschaften jeweils den zweiten Platz. Barniville stand 1981 das einzige Mal im Hauptfeld der Weltmeisterschaft im Einzel. Nach einem Auftaktsieg schied sie in der zweiten Runde gegen Alison Cumings aus.

## Erfolge
- Vizeeuropameisterin im Squash mit der Mannschaft: 1978–1983